# Liste der Monuments historiques in Les Aynans
Die Liste der Monuments historiques in Les Aynans führt die Monuments historiques in der französischen Gemeinde Les Aynans auf.

## Liste der Objekte
| Bezeichnung        | Beschreibung                                                                    | Standort                      | Kennzeichnung | Schutzstatus | Datum | Bild |
| ------------------ | ------------------------------------------------------------------------------- | ----------------------------- | ------------- | ------------ | ----- | ---- |
| Kanzel             | Holz, farbig gefasst, Anfang des 19. Jahrhunderts                               | in der Kirche St-Léger (Lage) | PM70002059    | Inscrit      | 1980  |      |
| Vier Altarleuchter | Bronze, vergoldet, 18. Jahrhundert                                              | in der Kirche St-Léger (Lage) | PM70002060    | Inscrit      | 1980  |      |
| Glocke             | Bronze, 1789 gegossen                                                           | in der Kirche St-Léger (Lage) | PM70000090    | Classé       | 1942  |      |
| Linker Seitenaltar | Altartisch und Altaraufbau; Holz, farbig gefasst und vergoldet, 18. Jahrhundert | in der Kirche St-Léger (Lage) | PM70003768    | Inscrit      | 2007  |      |
| Taufbecken         | Gusseisen, 19. Jahrhundert                                                      | in der Kirche St-Léger (Lage) | PM70002061    | Inscrit      | 1989  |      |